# Bardewisch (Lemwerder)
Bardewisch ist ein Ortsteil der Gemeinde Lemwerder im niedersächsischen Landkreis Wesermarsch.
Die Ortschaft liegt südwestlich des Kernortes Lemwerder an der Landesstraße L 875. Nordöstlich fließt die Weser, westlich verläuft die B 212 und östlich des Ortes beginnt bei Husum die L 885.
Von 1933 bis 1948 gehörte Bardewisch zur damaligen  Gemeinde Stedingen.

## Sehenswürdigkeiten
- Die evangelisch-lutherische Heilig-Kreuz-Kirche ist eine gotische Hallenkirche aus dem 14. Jahrhundert. Sie hat ein Langhaus vom Typ des Westfälischen Quadrats, einen polygonalen Chor und einen gedrungenen Westturm. Der Friedhof der Kirche ist eine Kriegsgräberstätte, auf der vermutlich 6 Tote des Zweiten Weltkriegs, darunter auch ein deutscher Soldat, ruhen.[1]
- Die Ollen-Brücke ist wohl die älteste noch erhaltene Brücke der Gemeinde Lemwerder. Ihre Erbauung reicht bis ins Mittelalter zurück. Die 1986 vollständig sanierte Brücke über die Ollen verbindet die Lechterseite (zwischen Ollen und Weser) mit der Brookseite (zwischen Ollen und Huder Geest).